# Lianhua (filmbolag)
Lianhua (traditionell kinesiska: 聯華影業公司; förenklad kinesiska: 联华影业公司; pinyin: Liánhuá yǐngyè gōngsī) var ett av Kinas två större filmbolag i Shanghai under 1930-talet, det andra var Mingxing.

## Namnet
Det första namnet på bolaget var Lianhua produktioner. Det är även känt under en rad översatta (till engelska) namn, som China Film Company, United China Film Company och United Photoplay Service. Efter bolagets storhetstid var dess fulla namn "Lianhua Film Production and Processing Company, Ltd."